# NIBES
NIBES (ang. Network of International Business & Economic School) – Międzynarodowe Stowarzyszenie Szkół Biznesu. Obecnie Uniwersytet Ekonomiczny w Krakowie jest jedyna polską uczelnią członkowską.